# Isabel Juana del Palatinado-Veldenz
Isabel Juana de Veldenz (Lauterecken, Alemania, 22 de febrero de 1653- Mörchingen, 5 de febrero de 1718), fue una noble alemana del siglo XVII. Fue condesa Palatina de Veldenz por nacimiento y Rhinegravine de Salm-Kyrburg después de su matrimonio.

## Vida
Isabel Juana era hija del conde Palatino Leopoldo Luis del Palatinado-Veldenz (1625-1694) y su esposa Ágata Cristina (1632-1681), hija del conde Felipe Wolfgang de Hanau-Lichtenberg.
Se casó el 27 de diciembre de 1669 con el Rhinegrave Juan XI de Salm-Kyrburg-Mörchingen (1635-1688). El matrimonio no tuvo hijos.
Después de la muerte de Juan en 1689, Isabel Juana recibió el castillo de Mörchingen y los señoríos de Diemeringen y Helfingen como herencia. Después de la muerte de Isabel Juana, el condado de Mörchingen fue reclamado por las descendientes femeninas de Juan Casimiro, el Conde Palatino de Kleeburg y Jorge Federico, Rhinegrave de Salm-Kyrburg. En 1729, que un tribunal de Lorena finalmente les otorgó.